# Museo Nacional del Ejército de Estados Unidos
El Museo Nacional del Ejército de los Estados Unidos (en inglés: National Museum of the United States Army, NMUSA) es el nuevo museo oficial de historia del Ejército de los Estados Unidos, ubicado a las afueras de la capital estadounidense, Washington D. C. El museo fue inaugurado el 11 de noviembre de 2020, y tiene por objetivo representar y honrar al soldado estadounidense, preservar la historia del Ejército y educar al público sobre el papel del Ejército en la historia del país.

## Descripción
El museo está ubicado en una parcela de 34 hectáreas en Fort Belvoir, Virginia, a unos 32 kilómetros al sur del centro de la capital. El edificio principal tiene más de 17 000 m² de espacio de exposición, donde se exhiben colecciones del Centro de Historia Militar del Ejército de los Estados Unidos (United States Army Center of Military History). El museo incluye un edificio principal de varias plantas con salas de exhibición, teatro, sala de veteranos, zonas de restaurantes, zona de venta al por mayor, zonas administrativas, centro experimental de aprendizaje y un moderno vestíbulo con una amplia área de recepción.
En la exhibición al aire libre, que ocupa la mayor parte de la parcela, se extiende un parque con jardines y un amplio recinto que sirve para acomodar ceremonias, recreaciones, conferencias, programas educativos y reuniones
La atracción principal del Museo Nacional del Ejército es una moderna e interactiva área de exhibiciones, donde las historias de los soldados se entrelazan con miles de objetos, documentos e imágenes que trazan la historia del Ejército de los Estados Unidos a través de una serie de galerías cronológicas y temáticas.

### Planificación y construcción
En virtud del acuerdo al que se llegó en septiembre de 2000 con el Departamento del Ejército, la Fundación Histórica del Ejército fue encomendada con la recaudación de fondos para el Museo Nacional del Ejército. Además se estableció que la Oficina de Proyectos del Museo Nacional se la entidad que supervise el diseño y la construcción del museo.
En septiembre de 2008, el Ejército contrató a Skidmore, Owings & Merrill de Nueva York como arquitectos del proyecto, y a Christopher Chadbourne & Associates de Boston para el diseño de las exposiciones. Tras su inauguración, la Fundación Histórica del Ejército ha asumido la operación y gestión del museo, siendo responsable de todas las operaciones fiscales correspondientes a los ingresos.
En junio de 2011 en Departamento de Defensa anunció que había elegido a Fort Belvoir, Virginia, como lugar designado del museo. Las instalaciones Fort Belvoir se encuentran dispersadas entre varias ubicaciones, aunque la base principal está en el condado de Fairfax, lugar de la sede del museo. Una de las ventajas de esta ubicación es su situación a menos de 5 kilómetros al sur de Mount Vernon, un destino turístico que atrae a más de un millón de visitantes anualmente.

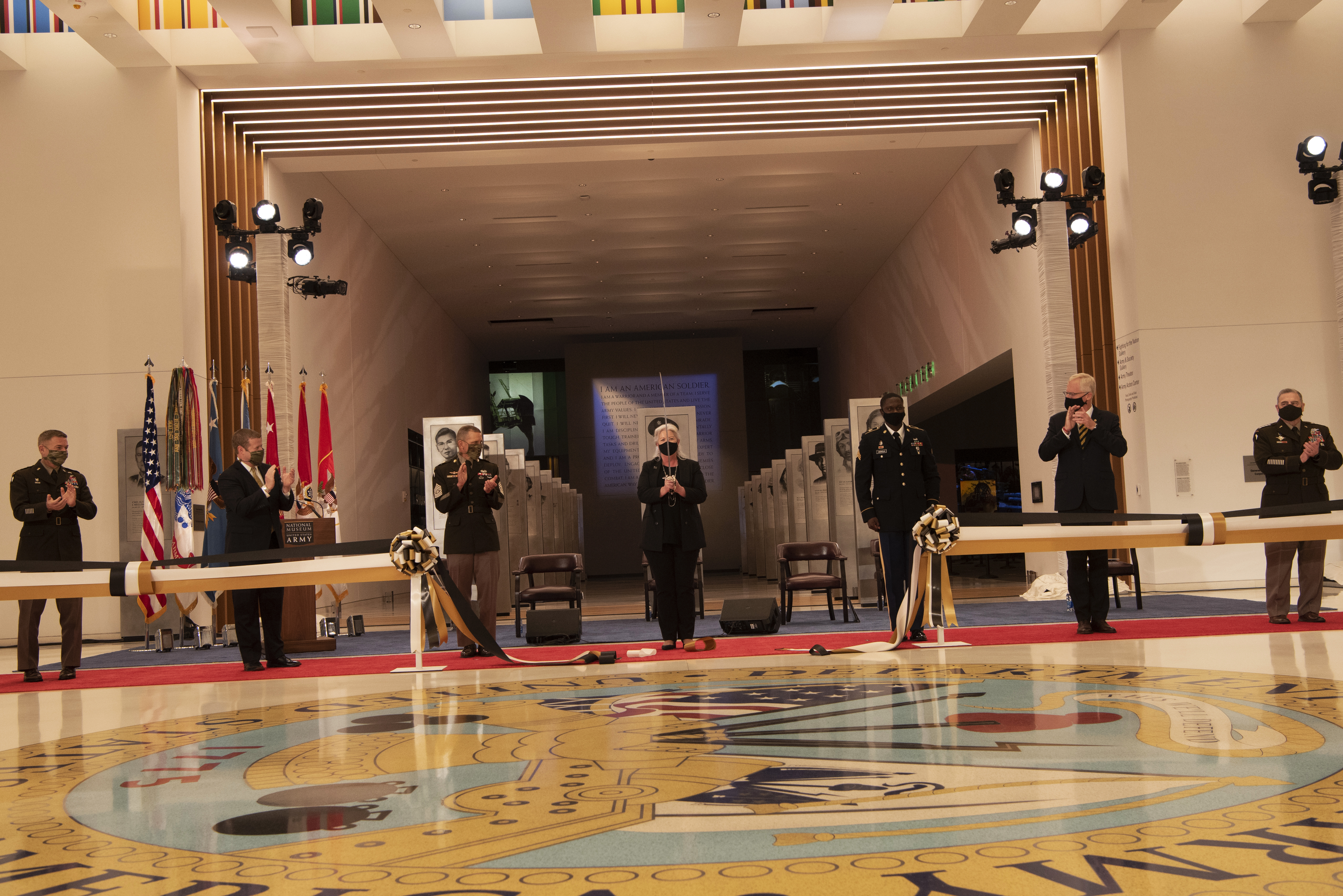
Inauguración tradicional del museo al estilo militar (2020)

La construcción del museo comenzó en septiembre de 2016 con fecha de inauguración prevista para el 4 de junio de 2020. Dicha fecha, sin embargo, tuvo que ser aplazada a noviembre de ese año (coincidiendo con el Día de los Veteranos), puesto que el trabajo en el acabado de la galería principal se vio interrumpido por motivo de la pandemia del COVID-19. En la ceremonia de inauguración estaban presentes el Secretario de Defensa, el Secretario del Ejército, el Presidente del Estado Mayor Conjunto, el Jefe del Estado Mayor del Ejército y otros oficiales de alto rango.
No obstante, la pandemia tuvo como consecuencia que poco después de inaugurarse, el museo suspendiera sus actividades. Recientemente se ha informado que el museo volverá a abrir sus puertas el 14 de junio de 2021.

### Diseño
Siendo un edificio nuevo (inaugurado en 2021), cuenta con un diseño moderno, ecológico e integrativo, integrando las más recientes tendencias en diseño museístico interior y exterior, y contando con las últimas tecnologías. El museo está dotado de una serie de elementos de diseño respetuosos con el medio ambiente para reducir el consumo de energía, como doble aislamiento térmico, acristalamiento de alta eficiencia energética e iluminación LED, regulación automática de la iluminación natural y un techo verde. El museo ha sido premiado con la certificación LEED Silver en reconocimiento a estos elementos.
La planta baja de este edificio de tres plantas alberga tiendas, una cafetería, espacios para exposiciones, un teatro de 300 grados y una terraza. Una amplia escalera de madera conduce desde el vestíbulo y zona de recepción hasta la primera planta, donde se encuentran galerías y espacios de exposición adicionales.

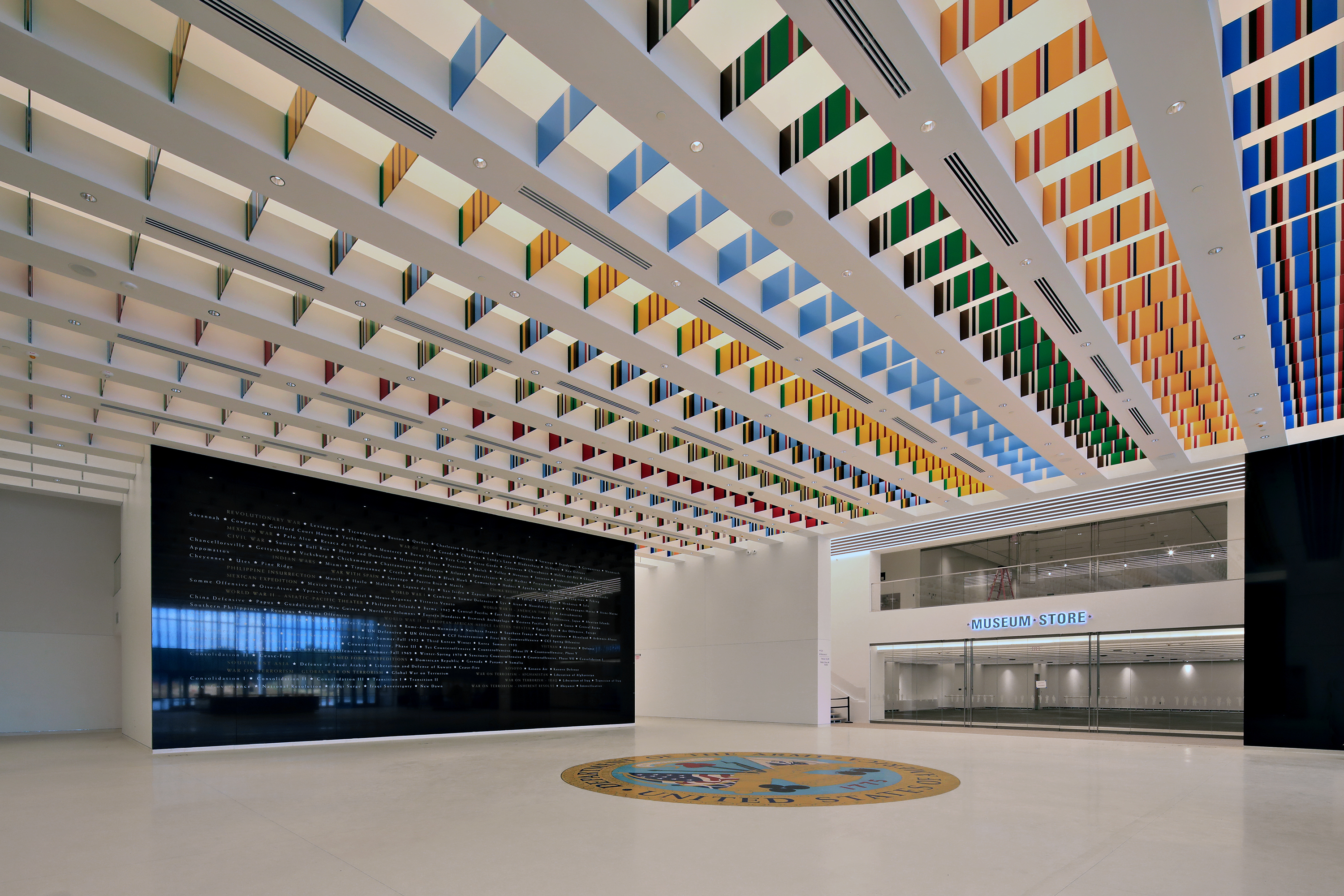
Vestíbulo principal del museo

Los postes de acero inoxidable a juego con el revestimiento sirven de soportes para mostrar historias de soldados individuales. Están dispuestos para conducir al visitante desde el paseo exterior, a través de una entrada acristalada, hasta la sala de exposiciones. Para completar la narración, el gran vestíbulo cuenta con una pared de granito negro que presenta inscritas todas las campañas de la historia del Ejército, mientras que el suelo de terrazo está grabado con el emblema del Departamento del Ejército.
El techo de casetones del vestíbulo, de color blanco, está decorado con 22 filas de paneles de vidrio laminado translúcido coloreados a juego con los estandartes de campaña del Ejército. Se ha dado mucha importancia al simbolismo y el sentido de comunidad durante la dase del diseño del vestíbulo, destinado a ser utilizado además como espacio para eventos especiales.
La Sala de Veteranos en el segundo piso está revestido en madera, formando parte de un abanico de materiales de la naturaleza que incluye piedra, roble blanco americano y fresno. Otras áreas en el nivel superior incluyen el Jardín de la Medalla de Honor al aire libre, de 837 m² de extensión, que cuenta con una alta pared de granito grabada con los nombres de todos los condecorados con la Medalla de Honor. El suelo está cubierto de pavimento de granito a rayas, decorado con el emblema de la Medalla de Honor del Ejército y estrellas de acero inoxidable.
Exteriormente, paneles de acero inoxidable, cortados a láser para encajar perfectamente en la cuadrícula, cubren los bloques y reflejan el entorno natural de la bucólica instalación militar de Fort Belvoir. Para conferir la sensación de dinamismo, las esquinas de los bloques llevan secciones de vidrio y aletas de aluminio, separadas unos 45 centímetros entre sí.

## Exhibiciones
Las actuales exhibiciones permanentes del museo son:
- Soldiers’ stories: Historias de los soldados
- Army theater: Teatro del Ejército
- Founding the nation: Fundando la nación
- Preserving the nation: Preservando la nación
- Nation overseas: La nación en ultramar
- Global war: Guerra Global
- Cold war: Guerra Fría
- Changing world: Un mundo cambiante
- Army & society: Ejército y sociedad
- Special exhibition gallery: Galería de exhibición especial
- Medal of honor experience: La experiencia de la Medalla de Honor
- Nisei soldier experience: La experiencia de los soldados Nisei